# 대한민국 헌법 부칙
대한민국 헌법 부칙은 대한민국 헌법의 부칙에 대하여 기술하고 있는 장이다. 6개 조로 이루어져 있으며 개정 헌법의 시행일, 최초 대통령과 국회의원 선거 및 임기 등을 기술하고 있다.

## 구성
- 제1조 시행일
- 제2조 최초의 대통령선거와 임기
- 제3조 최초의 국회의원선거와 임기
- 제4조 헌법 시행 당시의 공무원과 정부가 임명한 기업체의 임원, 대법원장 및 대법원 판사의 임기 효력
- 제5조 헌법 시행 당시의 법령과 조약의 효력
- 제6조 헌법 시행 당시, 새 헌법에 의하여 새로 설치될 기관의 권한에 속하는 직무

## 내용
1987년 10월 9일 국민투표를 통해 제10호 헌법이 확정되었지만, 부칙 제1조 조항에 따라 1988년 2월 25일에 헌법이 발효되었다.

## 같이 보기
- 대한민국의 헌법
- 대한민국 헌법의 역사